# جولي لوكلير
جولي لوكلير (بالفرنسية: Julie)‏ هي مقدمة برامج إذاعية ومقدمة تلفزيونية وصحفية فرنسية، ولدت في 7 سبتمبر 1949 في سانت إتيان في فرنسا.

## وصلات خارجية
- جولي لوكلير على موقع IMDb (الإنجليزية)